# Kecamatan Samatiga
Kecamatan Samatiga (indonesiska: Samatiga) är ett distrikt i Indonesien.   Det ligger i provinsen Aceh, i den västra delen av landet, 1 700 km nordväst om huvudstaden Jakarta.